# منتخب كرواتيا لهوكي الحقل للرجال

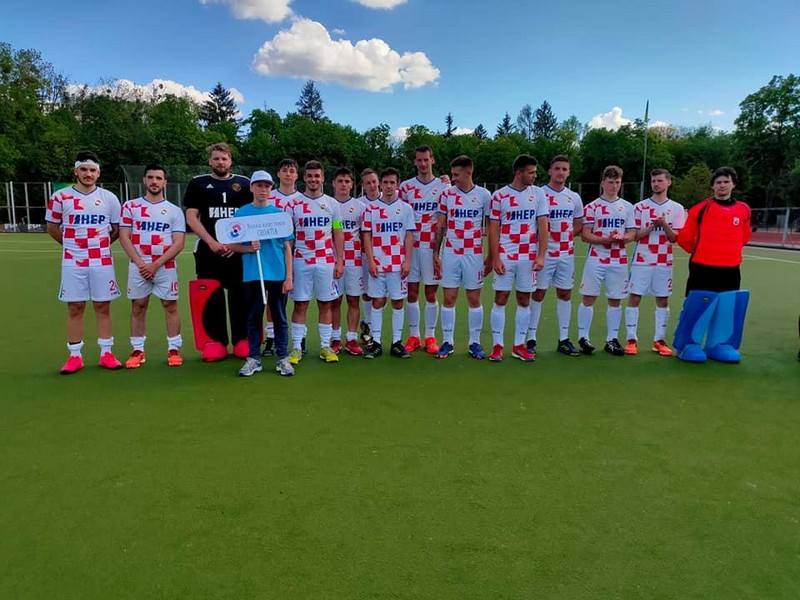
الفريق في أوكرانيا عام 2021

منتخب كرواتيا لهوكي الحقل للرجال (بالكرواتية: Hrvatska reprezentacija u hokeju na travi)‏ هو ممثل كرواتيا الرسمي في المنافسات الدولية في هوكي الحقل
.